# Enfermeras
 (срп. Медицинске сестре) колумбијска је теленовела, продукцијске куће RCN Televisión, снимана 2019.

## Улоге
| Глумац:             | Улога:                    |
| ------------------- | ------------------------- |
| Диана Хоиос         | Мариа Клара Гонзалез      |
| Себастиан Карвахал  | Карлос Перез              |
| Виња Мацхадо        | Глориа Маиорга Морено     |
| Хулиан Трухиљо      | Алваро Рохас              |
| Лучо Веласцо        | Мануел Алберто Кастро     |
| Нина Каиседо        | Сол Ангие Веласкез        |
| Федерицо Ривера     | Хектор Рубиано "Коко"     |
| Мариа Мануела Гомез | Валентина Дуарте Гонзалез |
| Кристиан Рохас      | Камило Дуарте Гонзалез    |